# Авторегресійне інтегроване ковзне середнє
У статистиці та економетриці, і зокрема в аналізі часових рядів, модель авторегресійної інтегрованої ковзної середньої, ARIMA (англ. autoregressive integrated moving average ) є узагальненням моделі авторегресійної ковзної середньої (ARMA). Обидві ці моделі адаптуються до даних часових рядів або для кращого розуміння даних, або для прогнозування. Моделі ARIMA застосовуються в деяких випадках, коли дані демонструють докази нестаціонарності.  Коли сезонність відображається в часовому ряді, можна застосувати сезонну різницю , щоб усунути сезонний компонент.

## Визначення
Задано часовий ряд даних Xt, де t - ціле число і Xt - дійсні числа. Модель {\displaystyle {\text{ARIMA}}(p',q)} визначається таким чином
{\displaystyle X_{t}-\alpha _{1}X_{t-1}-\dots -\alpha _{p'}X_{t-p'}=\varepsilon _{t}+\theta _{1}\varepsilon _{t-1}+\cdots +\theta _{q}\varepsilon _{t-q},}
або еквівалентно:
{\displaystyle \left(1-\sum _{i=1}^{p'}\alpha _{i}L^{i}\right)X_{t}=\left(1+\sum _{i=1}^{q}\theta _{i}L^{i}\right)\varepsilon _{t}\,}
де {\displaystyle L} - оператор запізнення (лаг), {\displaystyle \alpha _{i}} - параметри авторегресійної частини моделі, {\displaystyle \theta _{i}} - параметри рухомої середньої частини, а {\displaystyle \varepsilon _{t}} - помилкові члени. Помилкові члени {\displaystyle \varepsilon _{t}} зазвичай вважаються незалежними та однаково розподіленими випадковими величинами з нульовим середнім.
Припустимо тепер, що поліном {\displaystyle \textstyle \left(1-\sum _{i=1}^{p'}\alpha _{i}L^{i}\right)} має одиничний корінь (множник {\displaystyle (1-L)}) кратності d. Тоді його можна переписати так:
{\displaystyle \left(1-\sum _{i=1}^{p'}\alpha _{i}L^{i}\right)=\left(1-\sum _{i=1}^{p'-d}\varphi _{i}L^{i}\right)\left(1-L\right)^{d}.}
Процес ARIMA(p, d, q) виражає цю властивість факторизації полінома з параметрами p=p'−d і визначається так:
{\displaystyle \left(1-\sum _{i=1}^{p}\varphi _{i}L^{i}\right)(1-L)^{d}X_{t}=\left(1+\sum _{i=1}^{q}\theta _{i}L^{i}\right)\varepsilon _{t}\,}
і може бути розглянутий як частковий випадок процесу ARMA(p+d, q), де авторегресійний поліном має d одиничних коренів. (З цієї причини жоден процес, який точно описується моделлю ARIMA з d > 0, не є широко-стаціонарний.)
Це можна узагальнити наступним чином.
{\displaystyle \left(1-\sum _{i=1}^{p}\varphi _{i}L^{i}\right)(1-L)^{d}X_{t}=\delta +\left(1+\sum _{i=1}^{q}\theta _{i}L^{i}\right)\varepsilon _{t}.\,}
Це визначає процес ARIMA(p, d, q) з зсувом {\displaystyle {\frac {\delta }{1-\sum \varphi _{i}}}}.